# Georges Charpak
Pour l’article homonyme, voir Charpak.
Hersz Georges Charpak dit Georges Charpak, né à Dąbrowica le 8 mars 1924 et mort à Paris le 29 septembre 2010, est un physicien français lauréat du prix Nobel de physique en 1992 pour ses travaux sur les détecteurs de particules à hautes énergies.

## Biographie
Fils de Maurice Charpak, commerçant, et d'Anna Chapiro, Georges Charpak est né le 8 mars 1924, déclaré le 1er août 1924, dans le village de Dąbrowica en Pologne (maintenant en Ukraine). Sa famille, juive, émigre en France en 1931 alors qu'il a 7 ans et emménage à Paris, avenue d'Orléans, avant de déménager en 1936 pour le square Albin-Cachot, dans le 13e arrondissement.
En 1937, dès l'âge de 13 ans, Georges Charpak rejoint le mouvement des « Faucons rouges », « mouvement semblable aux scouts... mais laïc et d’obédience socialiste » dont le local est situé rue du Château dans le 14e arrondissement. Il quitte ce mouvement en 1938 après les accords de Munich et rejoint les « Auberges de Jeunesse ». En juin 1940, la partie nord de la France est occupée par les Allemands.
Il obtient son baccalauréat à 17 ans en 1941, alors qu'il est inscrit au lycée Saint-Louis à Paris. Il commence ses classes préparatoires dans le même lycée où il est pensionnaire. Son jeune frère André et ses parents refusent de porter l'étoile jaune et sont dénoncés par leur concierge ; ils choisissent de s'enfuir avant la rafle du Vél' d’Hiv de juillet 1942. Il possède une fausse carte d'identité, sous le nom de Jacques Charpentier, qui le domicilie à Troyes.
En 1942, il vit à Montpellier, avec sa mère et son jeune frère et poursuit ses classes préparatoires au lycée Joffre de Montpellier. Son père travaille comme bûcheron dans les Cévennes pour passer inaperçu en raison de son fort accent.
En novembre 1942, les Allemands franchissent la ligne de démarcation et occupent la totalité du territoire national.
Georges Charpak entre dans un mouvement de Résistance, par l'entremise d’une de ses camarades de lycée. On lui donne des responsabilités, il rencontre des résistants du réseau FTP communiste et des résistants du réseau gaulliste Combat. A posteriori, il estime qu'il n'avait pas l'étoffe suffisante pour remplir sa tâche, en raison de son jeune âge et de son impréparation, et se sent responsable de la fin tragique de certains résistants qu'il a côtoyés.
En 1943, âgé de 19 ans, il échoue au concours d’entrée à l'École polytechnique, mais réussit à celui de l'École des mines de Paris ; pendant l’été, il est arrêté par la police à la suite d’imprudences, interrompant ainsi ses études.
Il est d’abord interné à la prison de Montpellier, jusqu'au mois de décembre où il est transféré au centre de détention d'Eysses, dans lequel il donne et reçoit des cours de mathématiques et de physique. En février 1944, une tentative d’évasion collective échoue où treize de ses camarades sont tués ou fusillés. Il quitte le camp d'Eysse pour Compiègne le 30 mai où il est transféré dans le camp de Royallieu le 3 mai. Il quitte ce camp le 18 juin en train dans le convoi 1229. Après trois jours de transport avec des centaines d'autres déportés, restant enfermé dans un wagon sous une température écrasante, il arrive au camp de concentration de Dachau près de Munich en Allemagne le 20 juin, sous le matricule 73251. Après une période de quarantaine, il est  envoyé le 14 juillet à Landsberg am Lech, dans une base aérienne de la Luftwaffe à une soixantaine de kilomètres de Dachau. Il a notamment comme camarades de déportation Georges Arjaliès, Victor Boulerot, Gilbert Burlot et Marcel Miquet. L'année suivante, fin avril, Willy Wagner, le commandant du camp, décide d'envoyer les déportés à pied à Dachau. Georges Charpak quitte la base le 25 avril 1945 pour le complexe concentrationnaire de Kaufering à une dizaine de kilomètres. Là, il découvre les conditions épouvantables dans lesquelles sont détenus les déportés juifs. Les déportés arrivent le 27 avril à Allach. Georges Charpak sera libéré trois jours plus tard par les Américains mais doit subir une  quarantaine en raison des risques d'épidémies (typhus,..). Après la libération du camp le 30 avril 1945, il est rapatrié en France par la Croix Rouge le 11 mai 1945 . Sa pratique de plusieurs langues a selon lui contribué à sa survie.
Après la guerre, il reçoit « quelques décorations et [est] homologué au grade de lieutenant des Forces françaises de l'intérieur ».
Il devient citoyen français en 1946, en partie grâce à son statut d'élève-ingénieur de l’École des mines. Cette naturalisation lui avait précédemment été refusée, malgré sa croix de guerre.
Il sort diplômé de l’École des mines en 1947. En 1948, il est admis au CNRS comme chercheur dans le laboratoire de physique nucléaire du Collège de France, dirigé par Frédéric Joliot-Curie . Il obtient son doctorat ès-sciences en 1955. Alors que Frédéric Joliot-Curie veut lui faire faire de la physique nucléaire, il choisit le sujet de sa propre thèse, qu'il soutient en 1954, sur des détecteurs.
Promu maître de recherches au CNRS en 1959, il est recruté par Leon Lederman à l’Organisation européenne pour la recherche nucléaire près de Genève. Il en devient chercheur permanent en 1963. C'est dans ce dernier laboratoire qu'il met au point la chambre proportionnelle « multifils » qui remplace rapidement les chambres à bulles en permettant un traitement informatique des données. Il prend soin de déposer des brevets. Il choisit alors de résider à Gex où il s'achète une maison.
À partir de 1980, il est professeur associé du laboratoire d'électricité générale de l’École supérieure de physique et de chimie industrielles de la ville de Paris (ESPCI) et titulaire de la chaire Joliot-Curie pour un an en 1984. Il y développe les applications médicales de ses détecteurs de particules (radiologie douce développant des doses irradiantes moindres) et participe, avec son collaborateur Claude Hennion, à la fondation de nombreuses « startups » d'imagerie biomédicale dont « Molecular Engines Laboratories », « Biospace Instruments » avec son fils Yves Charpak, médecin-consultant, et « SuperSonic Imagine » avec Mathias Fink.
Il est élu membre de l'Académie des sciences le 20 mai 1985. En 1991, il prend sa retraite du CERN.

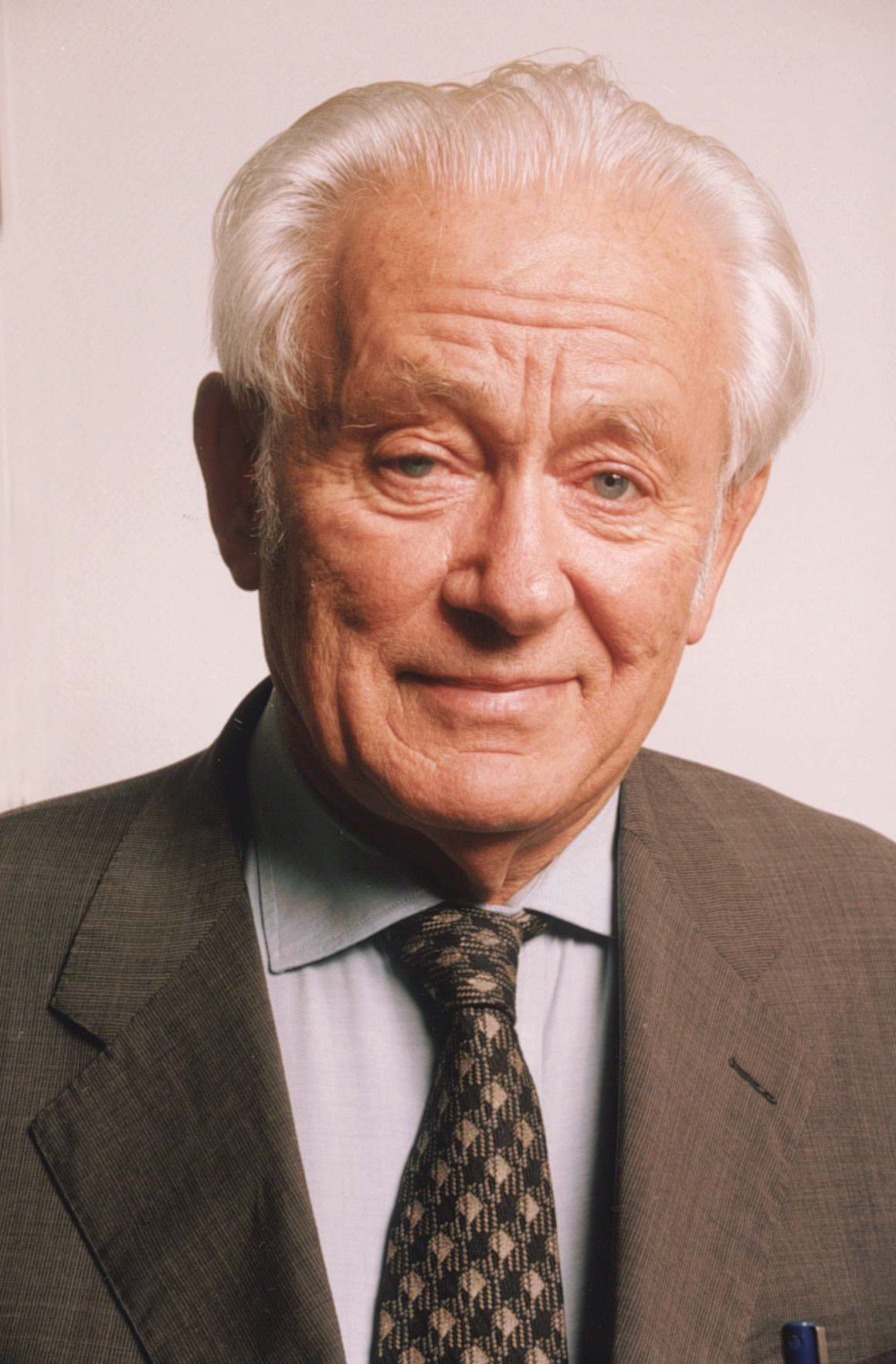
Georges Charpak au Festival international de géographie en 1998.

Georges Charpak reçoit le prix Nobel de physique en 1992 « pour son invention et le développement de détecteurs de particules, en particulier la chambre proportionnelle « multifils », », avec comme double affiliation l’ESPCI et le CERN. Tout comme Pierre-Gilles de Gennes un an plus tôt, le prix Nobel de Georges Charpak est « entier » : depuis cette date, il n'y a pas eu d’autre cas d’attribution du prix Nobel de physique à un lauréat seul.
À partir de 1996, avec le soutien de l'Académie des sciences et de ses collègues Pierre Léna et Yves Quéré, il prend la tête d'un important mouvement de rénovation de l'enseignement des sciences à l'école primaire, baptisé « La main à la pâte », qui touche aujourd'hui près d'une école sur trois en France et essaime dans le monde entier. Des collaborations internationales ont été signées pour étendre cette initiative à de nombreux pays dans le monde.
Militant pour l'énergie nucléaire civile, il a proposé en 2001 une nouvelle unité de mesure de la radioactivité, le DARI (pour « dose annuelle due aux radiations internes », unité de mesure adaptée à l’évaluation de l’effet des faibles doses d’irradiation), correspondant à environ 0,25 millisievert.
En août 2009, il s'élève contre le coût de la construction du réacteur nucléaire expérimental français Iter, dont le budget prévisionnel venait de passer de cinq à quinze  milliards d’euros, menaçant les financements de la recherche scientifique européenne ainsi que « de nombreuses recherches autrement plus importantes, y compris pour l’avenir énergétique de notre planète », mais considère que « ... notre problème d'énergie est urgent. C'est immédiatement qu'il faut économiser l'énergie, et remplacer les combustibles fossiles ».
Il meurt le 29 septembre 2010 dans le 5e arrondissement de Paris,.

## Œuvres
- Georges Charpak et Dominique Saudinos, La Vie à fil tendu, Paris, Éditions Odile Jacob, coll. « Sciences », septembre 1993, 231 p. (ISBN 2-7381-0214-X et 978-2738102140, lire en ligne)
- Research on Particle Imaging Detectors, World Scientific, 1995
- Feux follets et champignons nucléaires (avec Richard Garwin), Éditions Odile Jacob, 1997  (ISBN 2-7381-0857-1)
- La Main à la pâte : les sciences à l'école primaire, présenté par Georges Charpak, Flammarion, 1998,  (ISBN 2-08-035507-4)
- Enfants, chercheurs et citoyens (avec Leon Lederman), Éditions Odile Jacob, 1998  (ISBN 2-7381-0641-2)
- Devenez sorciers, devenez savants (avec Henri Broch), Éditions Odile Jacob, 2002  (ISBN 2-7381-1093-2)
- Soyez savants, devenez prophètes (avec Roland Omnès), Éditions Odile Jacob, 2004  (ISBN 2-7381-1676-0)
- De Tchernobyl en tchernobyls (avec Richard Garwin et Venance Journé), Éditions Odile Jacob, 2005  (ISBN 2-7381-1374-5)
- L'Enfant et la Science (avec Pierre Léna et Yves Quéré), Éditions Odile Jacob, 2005  (ISBN 2-7381-1684-1)
- Mémoires d'un déraciné, physicien et citoyen du monde, Éditions Odile Jacob, 2008  (ISBN 978-2-7381-2184-4)

## Prix et distinctions
L'Académie des sciences recense les distinctions et prix suivants décernés à Georges Charpak :
- médaille d'argent du CNRS, 1971[36] ;
- prix Jean-Ricard de la Société française de physique, 1973 ;
- docteur honoris causa de l'Université de Genève, 1977 ;
- prix du Commissariat à l'énergie atomique de l'Académie des sciences, 1984 ;
- professeur émérite de l’École supérieure de physique et de chimie industrielles de la ville de Paris, 1984 ;
- membre associé étranger de l'Académie nationale des sciences (États-Unis), 1986 ;
- prix annuel de la section des Hautes énergies de la Société européenne de Physique, 1989 ;
- prix Nobel de physique pour l'invention et le développement des détecteurs de particules élémentaires, notamment de la chambre proportionnelle multifils, 1992 ;
- membre de l'Académie universelle des cultures, 1993 ;
- docteur honoris causa de l'université Aristote de Thessalonique, 1993 ;
- membre de l'Académie autrichienne des sciences, 1993 ;
- membre du Haut Conseil à l'intégration, 1994-1996 ;
- docteur honoris causa de l'université libre de Bruxelles, 1994 ;
- docteur honoris causa de l'université de Coimbra, 1994 ;
- membre de l'Académie des sciences de Russie, 1994 ;
- docteur honoris causa de l'Université d'Ottawa, 1995 ;
- membre de l'Académie des sciences de Lisbonne, 1995 ;
- membre correspondant de l’Académie nationale de médecine, 2002 ;
- Officier de la Légion d'honneur, 2007 ;
- Médaille Grand Vermeil de la Ville de Paris, 2009.

Avant la distinction reçue par Serge Haroche en 2012, Georges Charpak était le dernier prix Nobel français de l'après-guerre dans les domaines de la physique nucléaire et de la physique des particules élémentaires.
Le 10 novembre 2001 est inauguré l'amphithéâtre Charpak sur l'université de la Réunion, où se trouve une plaque avec ses mots.
L'École nationale supérieure des mines de Saint-Étienne a ouvert en 2008 une filière d'ingénierie portant son nom en micro-électronique, informatique et nouvelles technologies à Gardanne (près d'Aix-en-Provence). L'inauguration a eu lieu en sa présence.
Le fonds d'innovation de l'ESPCI inauguré en mai 2011 porte son nom.
Le vendredi 29 juin 2012, le maire de Saint-Nazaire (Loire-Atlantique) a inauguré la nouvelle cité sanitaire qui porte le nom de Georges Charpak.
Le laboratoire de biomécanique de l'École nationale supérieure d'arts et métiers, créé en 1979, a été renommé en 2013 institut de biomécanique humaine Georges Charpak, eu égard à sa contribution décisive pour l'imagerie médicale et les domaines de recherche appliquée qui en découlent.
En France, en 2015, 15 établissements scolaires portent son nom : notamment à Goussainville, avec la particularité d'être au tout numérique, à Brindas, ainsi qu'à Gex, ville où il a vécu.
Le centre de médecine nucléaire de Quimper-Cornouaille, inauguré en novembre 2016, porte son nom.
Il existe également un institut à son nom à Villebon (91), où l'on peut obtenir une licence Sciences et Technologies. L'enseignement proposé dans cet institut respecte les valeurs de Georges Charpak, notamment le concept de la main à la pâte, adapté à un niveau universitaire.
Aussi, Georges Charpak étant lié à Montpellier au cours de sa vie, la ville décide de renommer un parc de huit hectares dans le quartier Port-Marianne en sa mémoire.

## Dans la culture
Georges Charpak apparaît aux côtés de Henri Broch sous les traits du personnage Henri-Georges Brochard dans le tome 2 de la série de romans pour la jeunesse d'Alexandre Moix, Les Cryptides - À la poursuite de l'Olgoï-Khorkhoï (éditions Plon). Il y incarne un scientifique de réputation internationale, qui se fait mystérieusement assassiner par un cryptozoologue qui terrorise Paris.
Il apparait en caméo, aux côtés de Pierre-Gilles de Gennes, dans le film Les palmes de Mr Schutz en conducteur de charrette livrant la pechblende au couple Curie.